# Nuoto ai campionati europei di nuoto 2016 - 400 metri stile libero femminili
La gara dei 400 metri stile libero femminili degli Europei 2016 si è svolta il 22 maggio 2016. Al mattino si sono svolte batterie mentre la finale si è disputata nel pomeriggio.

## Podio
| Pos.    | Atleta                 | Nazione     |
| ------- | ---------------------- | ----------- |
| Oro     | Boglárka Kapás         | Ungheria    |
| Argento | Jazmin Carlin          | Regno Unito |
| Bronzo  | Mireia Belmonte García | Spagna      |

## Record
Prima della manifestazione il record del mondo (RM), il record europeo (EU) e il record dei campionati (RC) erano i seguenti.
| Record mondiale       | 3'58"37 | Katie Ledecky       | 23 agosto 2014 Gold Coast |
| Record europeo        | 3'59"15 | Federica Pellegrini | 26 luglio 2009 Roma       |
| Record dei campionati | 4'01"53 | Federica Pellegrini | 24 marzo 2008 Eindhoven   |

Durante la competizione non sono stati migliorati record.

## Risultati

### Batterie
| Pos. | Batteria | Corsia | Atleta                 | Nazionalità          | Tempo   | Note |
| ---- | -------- | ------ | ---------------------- | -------------------- | ------- | ---- |
| 1    | 4        | 2      | Martina De Memme       | Italia               | 4'09"36 | Q    |
| 2    | 5        | 5      | Mireia Belmonte García | Spagna               | 4'09"60 | Q    |
| 3    | 5        | 3      | Boglárka Kapás         | Ungheria             | 4'09"80 | Q    |
| 4    | 5        | 6      | Melani Costa           | Spagna               | 4'10"00 | Q    |
| 5    | 4        | 5      | Diletta Carli          | Italia               | 4'10"25 | Q    |
| 6    | 4        | 4      | Jazmin Carlin          | Regno Unito          | 4'10"78 | Q    |
| 7    | 5        | 4      | Sharon van Rouwendaal  | Paesi Bassi          | 4'12"08 | Q    |
| 8    | 5        | 1      | Camilla Hattersley     | Regno Unito          | 4'12"26 | Q    |
| 9    | 5        | 7      | Hannah Miley           | Regno Unito          | 4'13"09 |      |
| 10   | 4        | 6      | Ajna Késely            | Ungheria             | 4'13"13 |      |
| 11   | 3        | 4      | María Vilas            | Spagna               | 4'13"62 |      |
| 12   | 5        | 9      | Antonia Massone        | Germania             | 4'13"64 |      |
| 13   | 3        | 3      | Paula Żukowska         | Polonia              | 4'14"46 |      |
| 14   | 4        | 3      | Alice Mizzau           | Italia               | 4'14"79 |      |
| 15   | 4        | 9      | Julia Hassler          | Liechtenstein        | 4'14"96 |      |
| 16   | 4        | 7      | Ellie Faulkner         | Regno Unito          | 4'15"14 |      |
| 17   | 5        | 8      | Tjaša Oder             | Slovenia             | 4'15"83 |      |
| 18   | 4        | 1      | Fantine Lesaffre       | Francia              | 4'16"39 |      |
| 19   | 4        | 0      | Diana Duraes           | Portogallo           | 4'16"45 |      |
| 20   | 3        | 7      | Henriette Stenkvist    | Svezia               | 4'16"75 |      |
| 21   | 2        | 6      | Tereza Závadová        | Rep. Ceca            | 4'16"80 |      |
| 22   | 5        | 0      | Gaja Natlačen          | Slovenia             | 4'16"88 |      |
| 23   | 3        | 5      | Andrea Kneppers        | Paesi Bassi          | 4'16"94 |      |
| 24   | 2        | 5      | Valentine Dumont       | Belgio               | 4'17"11 |      |
| 25   | 2        | 7      | Nika Petrič            | Slovenia             | 4'18"01 |      |
| 26   | 3        | 9      | Barbora Závadová       | Rep. Ceca            | 4'18"57 |      |
| 27   | 2        | 1      | Marte Løvberg          | Norvegia             | 4'19"28 |      |
| 28   | 4        | 8      | Esmee Vermeulen        | Paesi Bassi          | 4'19"80 |      |
| 29   | 3        | 1      | Milena Karpisz         | Polonia              | 4'20"15 |      |
| 30   | 1        | 4      | Jaqueline Hippi        | Svezia               | 4'21"29 |      |
| 31   | 3        | 2      | Monika Czerniak        | Polonia              | 4'22"29 |      |
| 32   | 2        | 3      | Martina Elhenická      | Rep. Ceca            | 4'22"89 |      |
| 33   | 3        | 8      | Paulina Piechota       | Polonia              | 4'23"41 |      |
| 34   | 2        | 2      | Aino Otava             | Finlandia            | 4'24"11 |      |
| 35   | 2        | 8      | Anniina Ala-Seppälä    | Finlandia            | 4'26"98 |      |
| 36   | 1        | 3      | Sara Lettoli           | San Marino           | 4'27"20 |      |
| 37   | 2        | 9      | Elena Giovannini       | San Marino           | 4'27"75 |      |
| 38   | 3        | 0      | Claudia Hufnagl        | Austria              | 4'27"83 |      |
| 39   | 1        | 5      | Nejla Karić            | Bosnia ed Erzegovina | 4'28"62 |      |
| 40   | 2        | 0      | Sara Nysted            | Fær Øer              | 4'32"65 |      |
| DNS  | 2        | 4      | Laura Lajunen          | Finlandia            | -       | -    |
| DNS  | 3        | 6      | Sycerika McMahon       | Irlanda              | -       | -    |
| DNS  | 5        | 2      | Anja Klinar            | Slovenia             | -       | -    |

### Finale
| Pos. | Corsia | Atleta                 | Nazionalità | Tempo   | Note |
| ---- | ------ | ---------------------- | ----------- | ------- | ---- |
|      | 3      | Boglárka Kapás         | Ungheria    | 4'03"47 |      |
|      | 7      | Jazmin Carlin          | Regno Unito | 4'04"85 |      |
|      | 5      | Mireia Belmonte García | Spagna      | 4'06"89 |      |
| 4    | 4      | Martina De Memme       | Italia      | 4:08.19 |      |
| 5    | 6      | Melani Costa           | Spagna      | 4:09.10 |      |
| 6    | 1      | Sharon van Rouwendaal  | Paesi Bassi | 4:09.50 |      |
| 7    | 2      | Diletta Carli          | Italia      | 4:09.51 |      |
| 7    | 8      | Camilla Hattersley     | Regno Unito | 4:09.51 |      |